# Borcová
Borcová este o comună slovacă, aflată în districtul Turčianske Teplice din regiunea Žilina. Localitatea se află la altitudinea de 449 m deasupra n.m., se întinde pe o suprafață de 2,09 km2 și în 2017 număra 147 de locuitori. Se învecinează cu comuna Jazernica.

## Istoric
Localitatea Borcová este atestată documentar din 1302.

## Demografie
| An:                | 1994 | 2004    | 2014    | 2024   |
| ------------------ | ---- | ------- | ------- | ------ |
| Număr de persoane: | 111  | 126     | 148     | 153    |
| Diferență:         |      | +13,51% | +17,46% | +3,37% |

| An:                | 2023 | 2024   |
| ------------------ | ---- | ------ |
| Număr de persoane: | 151  | 153    |
| Diferență:         |      | +1,32% |